# Carl Christian Vilhelm Liebe

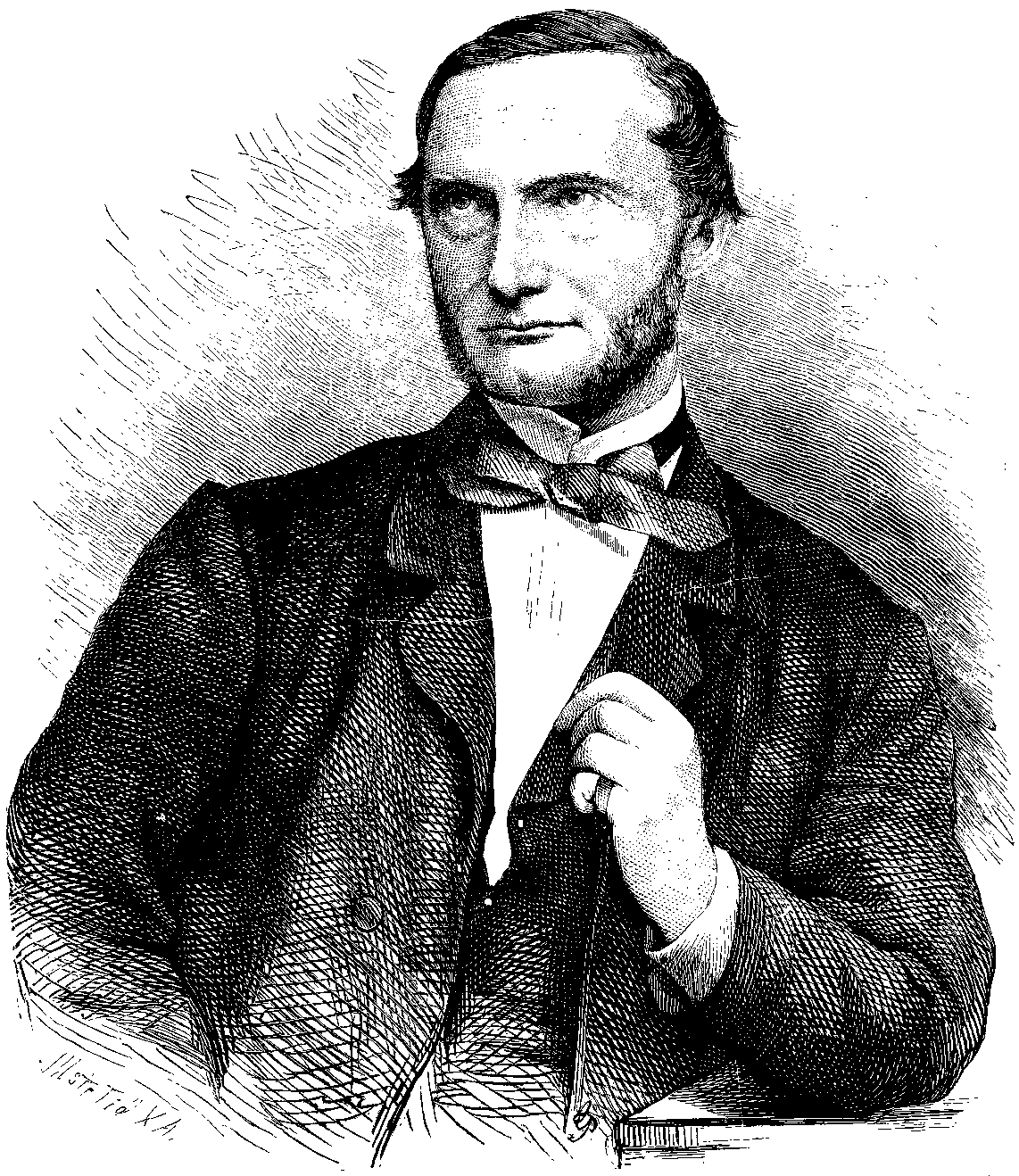
Carl Christian Vilhelm Liebe.

Carl Christian Vilhelm Liebe, född 30 november 1820, död 24 augusti 1900, var en dansk politiker. Han var far till Otto Liebe.
Liebe, som blev højesteretssagfører 1851, var en kunnig jurist och en skicklig vältalare. Han försvarade under riksrättssaken 1855-56 fyra medlemmar av regeringen Ørsted. Han var medlem av folketinget 1861-66, av Landstinget 1866-95 och var 1869-94 landstingets talman. Politiskt var Liebe nationalliberal, senare medlem av högern och i författningsstriden i regel försonligt stämd.